# Černelč
Černelč je priimek v Sloveniji, ki ga je po podatkih Statističnega urada Republike Slovenije na dan 1. januarja 2024 uporabljalo 137 oseb in je med vsemi priimki po pogostosti uporabe uvrščen na 3294. mesto. Največ ljudi s tem priimkom, 137, živi v Posavski statistični regiji, kjer je priimek po pogostnosti uvrščen na 171. mesto. 

## Znani nosilci priimka
- Draga Černelč (1921—2002), zdravnica pediatrinja, prof. MF
- Jože Černelč (1920—2008), elektrotehnik
- Milan Černelč (1920—1972), zdravnik endokrinolog, hematolog
- Peter Černelč (* 1948), zdravnik internist, hematolog, prof. MF
- Robert Černelč (* 1970), slikar, filmski režiser, scenograf, scenarist
- Silva Černelč (1933—1978), pedagoginja, didaktičarka
- Stanko Černelč (1905—1942), partizanski zdravnik
- Vojko Černelč (1934—1982), novinar, urednik